# SS-Obersturmführer
SS-Obersturmführer (dobesedno SS-Nadjurišni vodja; hierarhično prevedeno poročnik; okrajšava Ostuf.) je bil drugi najnižji častniški čin v paravojaški organizaciji Schutzstaffel (v obdobju 1939-45) in z njo povezanimi službami oz. organizacijami (Gestapo, Sicherheitsdienst (SD), Allgemeine-SS (A-SS), Waffen-SS (W-SS),...).
Ustrezal je činu nadporočnika (Oberleutnant) v Wehrmachtu. Nadrejen je činu SS-Untersturmführerja ter podrejen činu SS-Hauptsturmführerja.
SS-Obersturmführer je praviloma opravljal dolžnost poveljnika voda oz. organizacije v isti moči.

## Oznake
Oznaka čina SS-Obersturmführerja je bila na voljo v treh oblikah:
- naramenska epoleta: rebrasta epoleta (iz aluminijaste vrvice) z eno zvezdo (epoleta je bila obrobljena z barvasto vrvico, pri čemer se je barva razlikovala glede na rod oz. službo);
- ovratna oznaka: tri zvezde in dve črti na levem našitku, medtem ko sta bila na desnem ovratnem našitku dve Sig runi in
- oznaka za kamuflažno uniformo: dva trakova, nad katerima sta dva hrastova lista in dva žira (zelena oznaka na črni podlagi je bila pritrjena na nadlaht levega rokava).

Galerija
- Naramenska oznaka
- Ovratni oznaki
- Kamuflažna oznaka